# Radu Nunweiller
Radu Nunweiller (n. 16 de noviembre de 1944) es un exfutbolista y entrenador de fútbol rumano. Desarrolló la mayor parte de su carrera en el Dinamo Bucureşti y jugó con la selección de Rumania la Copa Mundial de Fútbol de 1970.

## Carrera profesional
Radu Nunweiller procede de una familia de seis hermanos, el mayor de ellos, Constantin era un jugador de waterpolo y los otros cinco: Dumitru, Ion, Lică, Victor y Eduard eran futbolistas, cada uno de ellos con al menos una etapa de su carrera, en el Dinamo Bucureşti. Ellos son la razón por la cual el apodo del club es "perros rojos".
Tras finalizar su carrera como jugador comenzó a entrenar de forma profesional. Pasó la mayor parte de su carrera de entrenador en Suiza.

## Palmarés

### Jugador
Dinamo București
- Divizia A (5):  1963–64, 1964–65, 1970–71, 1972–73, 1974–75
- Copa de Rumania (2): 1963–64, 1967–68

### Entrenador
FC Lausanne-Sport
- Copa de Suiza (1): 1998

Yverdon-Sport
- Segunda división suiza (1): 2004–05